# 約翰·阿道夫·彭格爾國際機場
約翰·阿道夫·彭格爾國際機場，也稱帕拉马里博國際機場，是一座位於蘇里南首都巴拉馬利波南方45公里的國際機場，坐落在沙坑鎮內。機場為蘇里南重要的國際機場。

## 航空公司與目的地

### 客運
| 航空公司                        | 目的地 |
| ------------------------------- | --- |
| 蘇里南航空（PY）                | 南美洲：貝倫-達瓦爾德坎斯、開雲 中美洲：阿魯巴、庫拉索、喬治敦、西班牙港 北美洲：邁阿密 歐洲：阿姆斯特丹 季節性：奧蘭多-桑福德 |
| Fly All Ways（8W）              | 庫拉索、古巴圣地亚哥 |
| 加勒比航空（BW）                | 西班牙港 |
| 因瑟爾航空（7I）                | 庫拉索 |
| 高爾航空（G3）                  | 貝倫-達瓦爾德坎斯 |
| 荷蘭皇家航空（KL） 【天合聯盟】 | 阿姆斯特丹 |
| 荷蘭途易飛航空（OR）            | 季節性：阿姆斯特丹 |

### 貨運
| 航空公司 | 目的地                   |
| -------- | ------------------------ |
| 美捷國際 | 邁阿密、西班牙港、喬治敦 |
| ABX航空  | 邁阿密、西班牙港         |

## 歷史
在第二次世界大戰前，此機場曾經是一個泛美航空的中轉站。1940年，在荷蘭被納粹軍攻陷後，美國便把此機場作為航空基地。在1941年12月，第一隊美軍抵達，然後此機場開始擴展成為一個運輸中轉站，運送租借法案的物資至英格蘭。
在1941年12月，美國開始加入戰爭時，機場開始變得非常重要，成為一個主要的運輸基地，運送物資與人員往塞拉利昂隆吉國際機場並開始加入歐洲和非洲的戰爭。
以下是曾經在此機場駐守的美軍飛機隊伍：
- 第35轟炸機中隊 (第25戰術偵察聯隊) 1941年11月1日至1943年10月7日 (B-25米切爾型轟炸機)

由英屬圭亞那切迪賈根國際機場於1942年11月1日至1943年10月7日支隊運營
由特立尼達島皮亞爾科國際機場於1943年8月27日至1943年10月12日支隊運營
- 第99偵察中隊（第9行動組）1941年12月3日至1942年10月31日(B-18轟炸機)
- 第22d戰鬥機中隊 (第36聯隊) 1942年9月16日至1943年9月16日(P-47戰鬥機、P-39戰鬥機)
- 第23d反潛中隊（安的列斯群島空軍司令部、特立尼達支隊）1943年8月15日至1943年12月15日(洛克希德哈德森)

在1946年4月30日，此機場不再是航空基地，回復民用。

## 事故與意外
- 在1968年7月28日，一架道格拉斯C-124型飛機（機身編號：51-5178）由此機場飛往累西腓，當在進場時，在機場80公里（50英里）外，高1890英呎的山上墜毀。10人死亡[1]。
- 在1989年6月7日，蘇里南航空764號班機是一架道格拉斯DC-8，在蘇里南巴拉馬利波附近墜毀，事故由於機師操作失誤。187名機員與乘客在機上，只有11人生還。這次事故為蘇里南史上最嚴重的空難。[2]

## 外部連結
- 機場管理機構 （页面存档备份，存于）
- 世界航空数据库中的SMJP机场数据，数据截止日期：2006年10月。來源：DAFIF.
- 在大圆制图人（Great Circle Mapper）上的SMJP机场信息 （来源：DAFIF 2006年10月生效）.